# Michael Forcher
Michael Forcher (* 3. November 1941 in Lienz) ist ein österreichischer Historiker, Verleger und Publizist.

## Leben
Nach der Matura 1959 am Gymnasium in Lienz begann er ein Studium von Latein und Geschichte in Wien, welches er ab 1961 in Innsbruck fortsetzte (Geschichte mit zahlreichen Nebenfächern, vor allem Kunstgeschichte, Archäologie, Philosophie). Seine Dissertation machte er in österreichischer Geschichte über „Die geheime Staatspolizei im vormärzlichen Tirol und Vorarlberg“, 1966 promovierte er zum Doktor der Philosophie.
Während des Studiums begann er auch zu arbeiten, u. a. als Redaktionsaspirant bei der Wochenzeitung „Der Volksbote“ (seit 1969 präsent), und hielt Vorträge im Rahmen des Katholischen Bildungswerks (vor allem länderkundliche und zeitgeschichtliche Themen). 
Forcher wechselte 1970 beruflich zur Diözese Innsbruck mit der Aufgabe, eine Pressestelle aufzubauen und zu leiten. Daneben war er in der Erwachsenenbildung tätig. 1975 holte der damalige Chefredakteur Hubert Feichtlbauer Forcher in die Innsbrucker Redaktion des Kurier. Er betrieb Tageszeitungsjournalismus und verfasste Serien im Stil des Magazinjournalismus. 1978–1982 arbeitete Forcher als freiberuflicher Journalist und war weiterhin Vortragender in der Erwachsenenbildung und Buchautor. Im Jahre 1982 gründete er den Haymon Verlag. Von 1985 bis 1988 hatte er neben der Verlagsarbeit eine halbtägige Anstellung als Dramaturg am Tiroler Landestheater. Außerdem übernahm er bis 2005 auch mehrfach Lehraufträge an der Universität Innsbruck zu Verlagswesen und literarischem Lektorat.
Mit dem Haymon-Verlag ging es organisch aufwärts, aus 5 Büchern im Jahr 1983 wurden 25 Neuerscheinungen 1993 und danach durchschnittlich ca. 22 bis 24 Neuerscheinungen pro Jahr. Zuerst war sein einziger Mitarbeiter seine Gattin, dann beschäftigte er längere Zeit auch ein bis zwei Angestellte. Ab 1991 bestand das Team (inklusive Verlegerehepaar) aus fünf bis sechs Leuten. Inhaltlich entwickelte sich der Verlag vom regionalen Sachbuchverlag (Tirolensien) zum internationalen Literaturverlag. 2000 verkaufte er eine Hälfte des Verlags an die Deutsche Verlags-Anstalt (DVA) zur Kapitalzufuhr und Verbesserung der Marktsituation in Deutschland. Der Verlag blieb dabei jedoch inhaltlich und organisatorisch selbstständig.
2001 wurde er durch mit dem Verdienstkreuz des Landes Tirol geehrt. Von der Stadt Innsbruck erhielt er 2004 das Kulturehrenzeichen.
2003 suchte er nach einem neuen Partner, um Nachteile für den Verlag wegen des bevorstehenden Verkaufs der DVA zu vermeiden. Die zuvor der DVA gehörende Hälfte wurde durch Markus Hatzer bzw. seinen in Innsbruck ansässigen Studienverlag übernommen. 2005 übernahm der Studienverlag auch die bis dahin von Michael Forcher gehaltenen 50 Prozent des Verlags. Forcher blieb dabei als Verleger allein verantwortlich für das Programm. Im Laufe des Jahres 2006 erfolgte eine fließende Übergabe der Programmleitung an Matthias Part.
Mit 31. Dezember 2006 schied Michael Forcher aus der Verlagsleitung aus und ging in Pension, blieb jedoch als Lektor und für Sonderaufgaben dem Verlag erhalten. Außerdem hat er diverse Buchprojekte als freiberuflicher Autor in Angriff genommen, u. a. zur Geschichte der Tiroler Schützen.

## Schriften
- Innsbruck in Geschichte und Gegenwart. 1973
- Tirol – Historische Streiflichter. 1974
- Alt-Tiroler Photoalbum. Zusammen mit Meinrad Pizzinini; 1978
- Die Felbertauernstraße. 1979
- Matrei in Geschichte und Gegenwart. 1980
- Bayern-Tirol. Die Geschichte einer freud-leidvollen Nachbarschaft. 1981
- Bauern in Tirol. Vor 100 Jahren begann die Zukunft. Redakteur und Autor der historischen Hauptbeiträge; 1982
- Begegnung mit Innsbruck. 10 Essays zu einem Bildband von Adolf Sickert; 1982
- Um Freiheit und Gerechtigkeit: Michael Gaismair. Leben und Programm des Tiroler Bauernführers und Sozialrevolutionärs, 1490–1532. 1982
- Tirols Geschichte in Wort und Bild. 1984
- Dämonen, Blasmusik und schöne Trachten. Brauchtum in Tirol. 1985
- Mittersill in Geschichte und Gegenwart. 1985
- Die Frau in der Geschichte Tirols. Gemeinsam mit Gretl Köfler; 1986
- Zu Gast im Herzen der Alpen. Eine Bildgeschichte des Tourismus in Tirol. 1989
- Plakatkunst im Tourismus. 100 Bilder aus Tirol. Gemeinsam mit Petra Köck, Haymon, Innsbruck 1999, ISBN 978-3-85218-194-3.
- Kleine Geschichte Tirols. Haymon, Innsbruck 2006, ISBN 978-3-85218-519-4.
- Der Riese Haymon. Haymon, Innsbruck 2007, ISBN 978-3-85218-529-3.
- Die Geschichte der Stadt Innsbruck. Haymon, Innsbruck 2008, ISBN 978-3-85218-553-8.
- Anno Neun. Haymon, Innsbruck 2008, ISBN 978-3-85218-582-8.
- Tirol und der Erste Weltkrieg. Haymon, Innsbruck 2014, ISBN 978-3-85218-964-2.
- Stift Stams. Ein Tiroler Juwel mit wechselvoller Geschichte. Haymon, Innsbruck 2016. ISBN 978-3709972601.